# Cinema do Azerbaijão
O Cinema do Azerbaijão ou cinema azeri é a indústria cinematográfica do Azerbaijão.
A indústria cinematográfica no Azerbaijão remonta a 1898. Na verdade, o Azerbaijão foi um dos primeiros países envolvidos na cinematografia. Portanto, não é surpreendente que este aparelho logo apareceu em Baku - na virada do século XIX, esta cidade na baía do Mar Cáspio estava produzindo mais de 50 por cento do fornecimento mundial de petróleo. Assim como hoje, a indústria do petróleo atraiu estrangeiros dispostos a investir e trabalhar. Em 1919, durante a República Democrática do Azerbaijão, um documentário A Celebração do Aniversário da Independência do Azerbaijão foi filmado no dia da independência do Azerbaijão em 28 de maio, e estreou em junho de 1919 em vários teatros em Baku.
Depois que a República Socialista Soviética do Azerbaijão foi criada em 1920, Nariman Narimanov, presidente do Comitê Revolucionário do Azerbaijão, assinou um decreto nacionalizando o cinema do Azerbaijão. Isso também influenciou a criação de animação do Azerbaijão. Em 1920, o primeiro estúdio de cinema azeri: Azərbaycanfilm foi fundado por um decreto governamental do Comitê Estatal do Azerbaijão, com sede em Baku. O primeiro film azeri soviético, A Lenda da Torre da Donzela, foi produzido em 1924.
Em 1991, após o Azerbaijão conquistou sua independência da União Soviética, o primeiro Festival Internacional de Cinema Baku Leste-Oeste foi realizado em Baku. Hoje, os cineastas do Azerbaijão são novamente lidando com problemas semelhantes aos enfrentados pelos cineastas antes do estabelecimento da União Soviética em 1920. Mais uma vez, tanto a escolha de conteúdo e patrocínio de filmes são em grande parte deixada para a iniciativa do cineasta.